# Edgertonia
Edgertonia es un género de foraminífero bentónico de la familia Baculellidae, de la superfamilia Komokioidea y del orden Komokiida. Su especie tipo es Edgertonia tolerans. Su rango cronoestratigráfico abarca el Holoceno.

## Discusión
Tradicionalmente Edgertonia ha sido incluido en el orden Textulariida o en el orden Astrorhizida. Clasificaciones más modernas han incluido Edgertonia en el suborden Astrorhizina del orden Astrorhizida.

## Clasificación
Edgertonia incluye a las siguientes especies:
- Edgertonia argillispherula
- Edgertonia floccula
- Edgertonia tolerans